# Уилберфорс, Бэзил
Альберт Бэзил Орм Уилберфорс (14 февраля 1841 года, Винчестер — 13 мая 1916 года, Вестминстерское аббатство) — англиканский священник и писатель, капеллан спикера Палаты общин и архидьякон Вестминстера.

## Биография
Родился в Винчестере, был младшим сыном Сэмюэля Уилберфорса и внуком аболициониста Уильяма Уилберфорса, его старший брат Эрнест стал епископом Ньюкасла, а затем Чичестера).
Получил образование в Итонском колледже и Эксетерском колледже в Оксфорде, был рукоположен в 1866 году.
Был капелланом у епископа Оксфордского, а затем служил священником в Каддесдоне, Ситоне и Саутси.
С 1871 года по 1894 год был настоятелем церкви Святой Марии в Саутгемптоне и почётным каноником Винчестера.
В апреле 1894 года был назначен каноником Вестминстерского аббатства и настоятелем приходской церкви Святого Иоанна Богослова, приписанной к Вестминстеру.
В 1896 году был назначен капелланом спикера Палаты общин и постоянно переизбирался на этот пост вплоть до своей смерти в 1916 году.
В 1900 году был назначен архидьяконом Вестминстера.
Умер 13 мая 1916 года в возрасте семидесяти пяти лет.

## Личная жизнь
28 ноября 1865 года женился на Шарлотте Лэнгфорд в церкви Святого Павла в Найтсбридже.
Был убеждённым сторонником движения за трезвость и после тридцати одного года полностью отказался от алкоголя.

## Избранные произведения
- The Вattle of the Lord. (London : Elliot Stock)
- The Еstablished Сhurch and the Liquor Traffic : Being a letter addressed to His Grace the Archbishop of Canterbury.
- Important correspondence with Canon Wilberforce on vivisection. (Boston, Mass.)
- Mystic Immanence, the Indwelling Spirit.
- New (?) theology : thoughts on the universality and continuity of the doctrine of the immanence of God. (London : Stock) 1908
- Our Father’s Lent and His Easter land. (Butler & Tanner)
- The Secret of the quiet mind. (London : E. Stock)
- Seeing God : personal recognition of divine love. (London : Elliot Stock)
- Sermon preached to the 2nd special service battalion of the Royal Canadian regiment, in Westminster Abbey, on Advent Sunday.
- Spiritual consciousness. (New York : Dodd, Mead)
- There is no death. (New York : Dodd, Mead)
- The trinity of evil : I. infidelity, II. impurity, III. intemperance. (Toronto : S.R. Briggs) 1885
- Why does not God stop the war?. (London : Elliot Stock)
- Down in the Depths: The Awakening of the Spirit.
- Following on to Know. 1904
- Speaking Good of His Name. 1905
- Sanctification by the Truth. 1906
- The Hope that is in me. 1909
- The Power that Worketh in us. 1910
- Sermons preached in Westminster Abbey. 1898 (1st series), 1902 (2nd series)